# Цикнохес
Цикно́хес (лат. Cycnoches) — род многолетних эпифитных травянистых растений семейства Орхидные.
Распространены в Центральной и Южной Америке.
Аббревиатура родового названия — Cyc.

## Этимологияназвания и история описания
Слово cycnoches происходит из двух греческих слов: kyknos (лебедь) и auchen (шея); мужские цветки имеют тонкую изогнутую колонку, напоминающую шею лебедя. 
Род описан в 1832 году известным английским ботаником Джоном Линдли. Описание производилось по единственному экземпляру, который достался ботанику от одного из самых крупных импортёров орхидей Лоддигеза. Растение было найдено в Суринаме, англичанином Джоном Генри Ланса (John Henry Lance) в 1830-м году.

## Морфологическое описание
Симподиальные растения от средних до крупных размеров. 
 Псевдобульбы веретеновидные, с многочисленными междоузлиями. 
Листья тонкие, как правило овально-ланцетные и заостренные на конце. 
Цветоносы вертикальные, изогнутые или поникающие, могут нести до 30 и более цветков. 
Цветки долгоживущие, у многих видов ароматные. У цикнохесов встречается несколько типов разделения полов. Цветки могут быть женскими, мужскими и обоеполыми. У некоторых видов все три варианта могут быть отмечены на одном растении. Эта особенность обусловила значительные проблемы в изучении рода.
Опыляется шмелями, пчелыми и другими насекомыми. Потревоженный насекомым поллинарий с силой выстреливает в него и крепко прилипает к брюшку. Перелетая на женский цветок, который в отличие от мужского всегда ориентирован в пространстве губой вверх, шмель или пчела оставляет пыльцу в рыльцевой ямке и таким образом производит опыление.

## Систематика
Род цикнохес делится на две секции. Eucycnoches включает в себя большинство близких видов: Cycnoches chlorochilon, Cycnoches loddigesii, Cycnoches lehmannii, Cycnoches ventricosum, Cycnoches warszewiczii и другие; это крупноцветковые растения, с незначительными различиями между мужскими и женскими цветками. Виды различаются по форме мужских цветков. 
Секция Heteranthes включает виды Cycnoches maculatum, Cycnoches egertonianum, Cycnoches cooperi, Cycnoches pentadactylon, Cycnoches peruvianum, Cycnoches bennettii и другие. У этих видов мужские и женские цветки чаще всего кардинально непохожи. В свою очередь различия между мужскими цветками у вышеупомянутых видов столь незначительны, что это делает идентификацию трудной или почти невозможной. Предполагается, что у некоторых видов должны быть большие и выразительные женские цветки, но они, встречаются очень редко.

## Виды
Список видов (включая устаревшие названия) по данным Королевских ботанических садов в Кью::

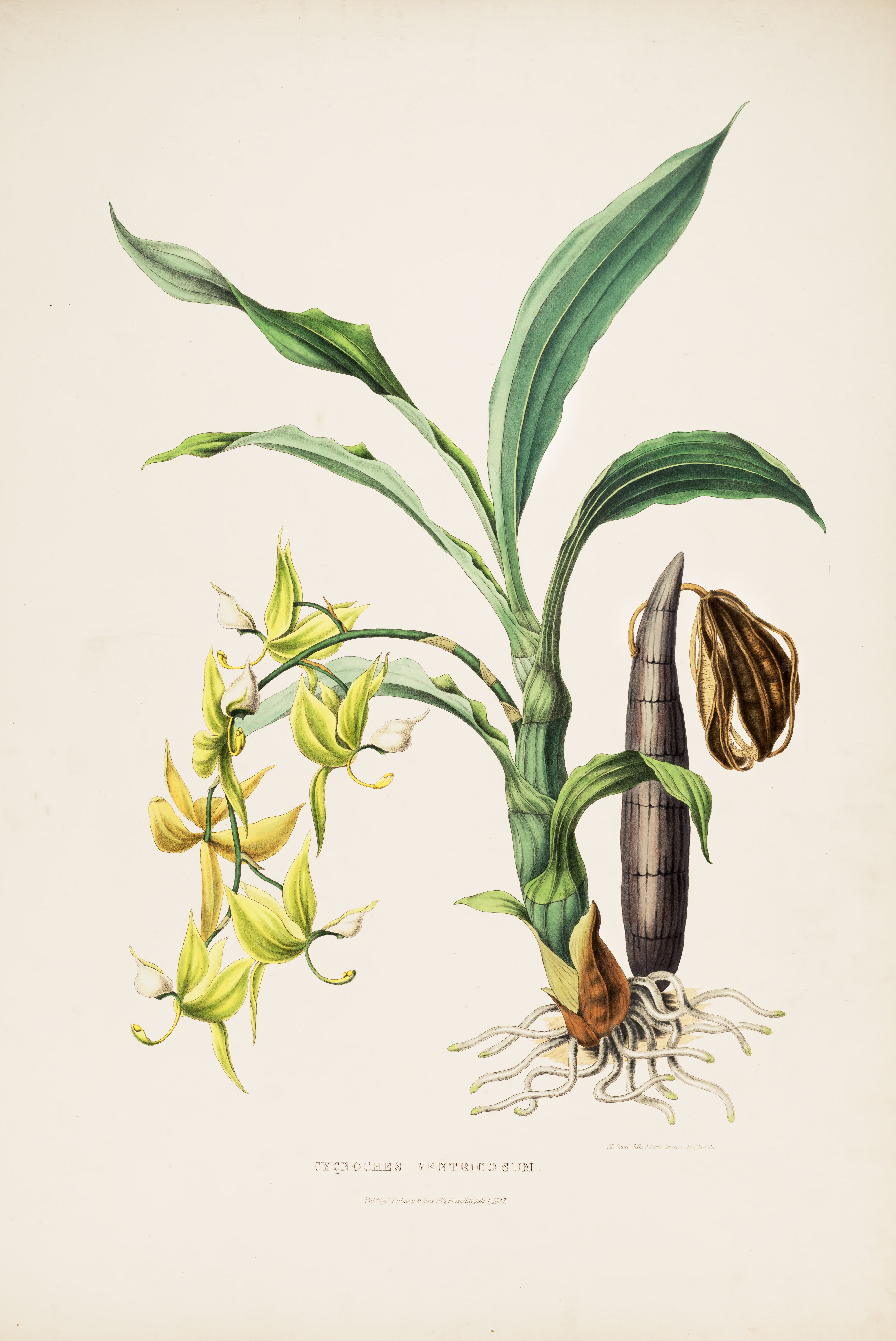
Cycnoches ventricosum
Ботаническая иллюстрация, «The Orchidaceae of Mexico and Guatemala», pl. 5. 1842 г.

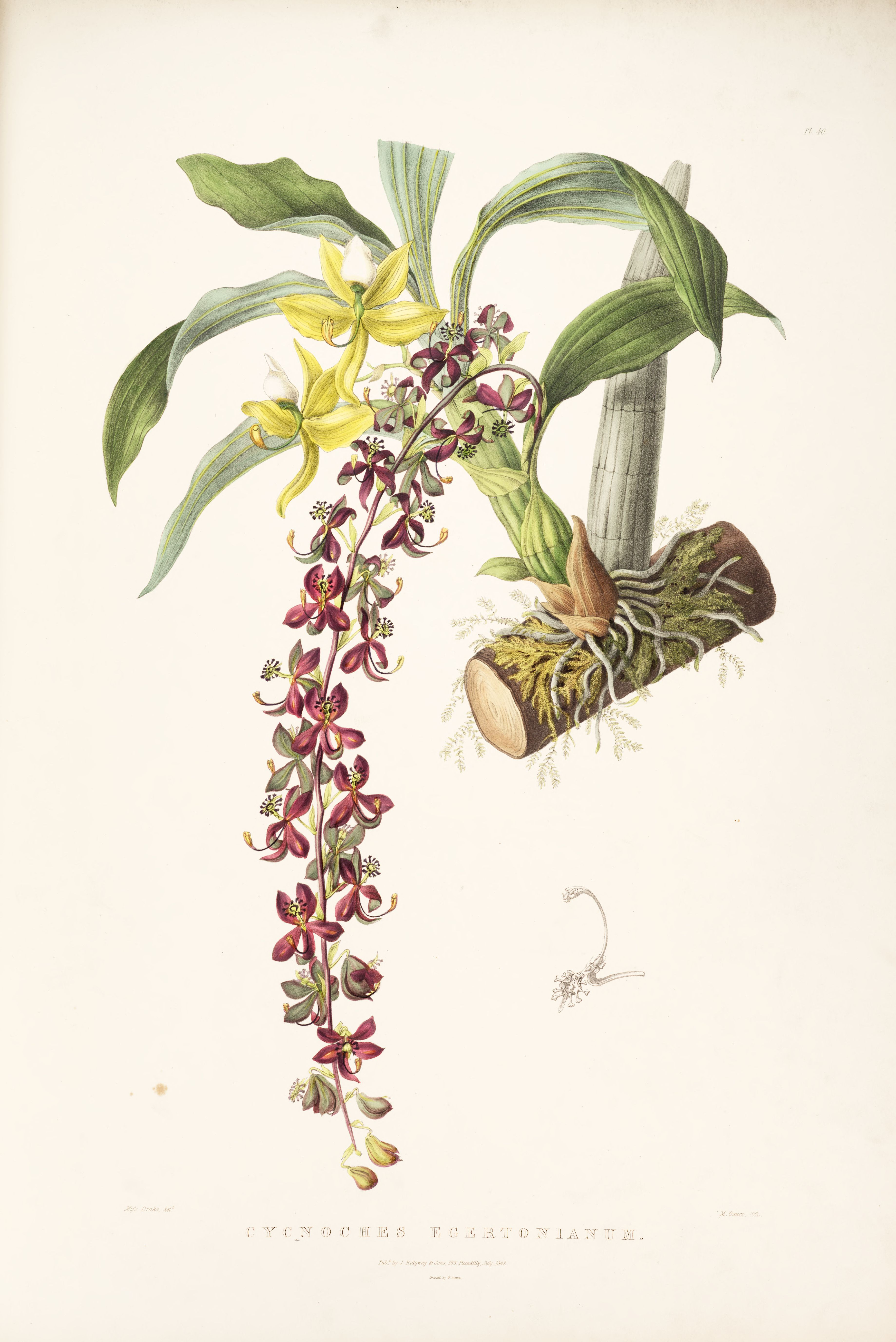
Cycnoches egertonianum с мужскими и женскими цветками.
Ботаническая иллюстрация из «The Orchidaceae of Mexico and Guatemala», pl. 40. 1842 г.

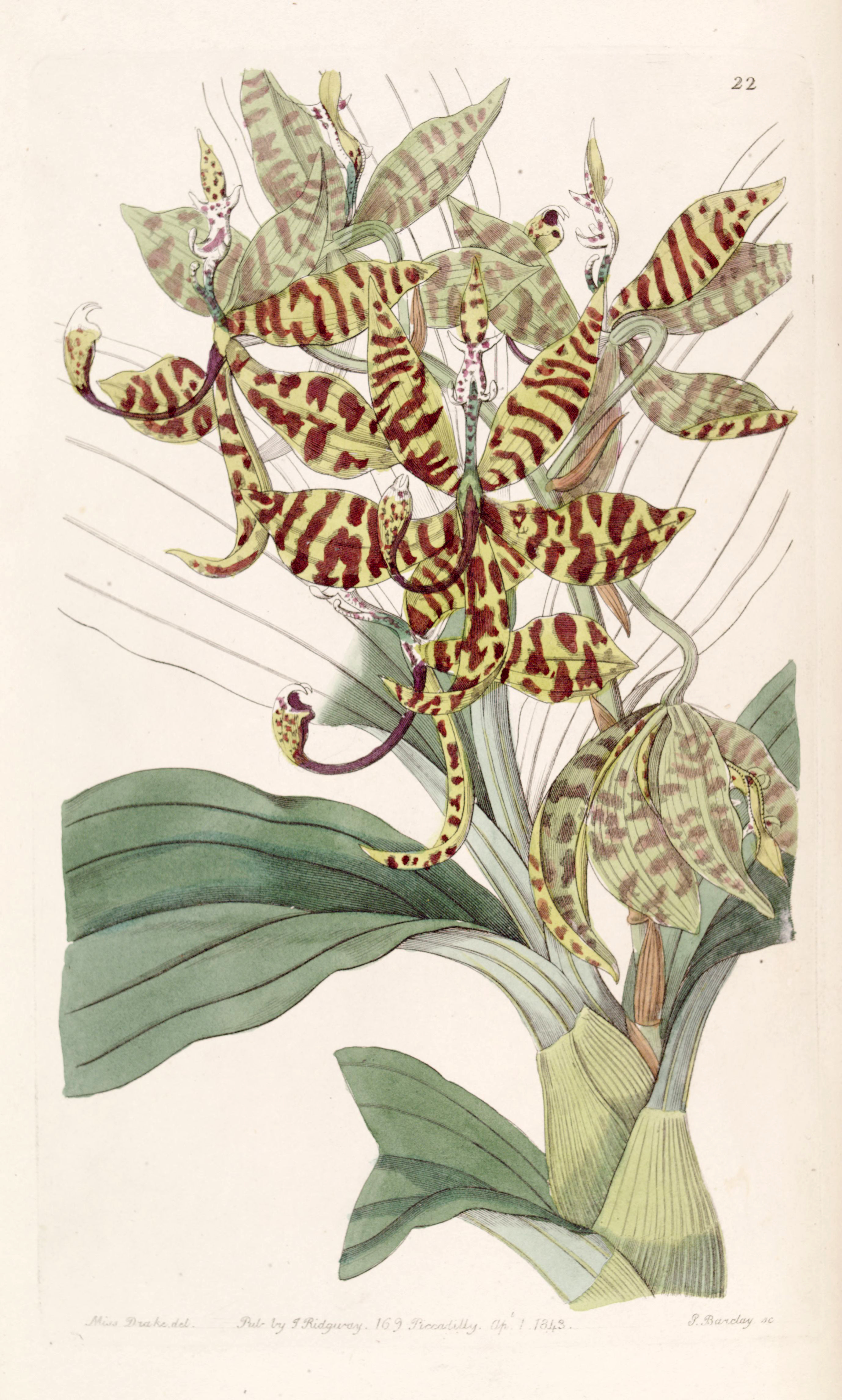
Cycnoches pentadactylon
Ботаническая иллюстрация из Edwards’s Botanical Register, volume 29 (NS 6) plate 22. 1843 г.

- Cycnoches amparoanum Schltr., 1923
- Cycnoches aureum Lindl. & Paxton, 1852
- Cycnoches barthiorum G.F.Carr & Christenson, 1999
- Cycnoches bennettii Dodson, 1989
- Cycnoches brachydactylon Schltr., 1924
- Cycnoches carrii Christenson, 1999
- Cycnoches chlorochilon Klotzsch, 1838
- Cycnoches christensonii D.E.Benn., 1998
- Cycnoches cooperi Rolfe, 1913
  - Cycnoches cooperi subsp. ayacuchoensis D.E.Benn. & Christenson, 1998
  - Cycnoches cooperi subsp. cooperi
  - Cycnoches cooperi var. villenae G.F.Carr & A.Prieto, 2002
- Cycnoches densiflorum Rolfe, 1909
- Cycnoches dianae Rchb.f., 1852
- Cycnoches egertonianum Bateman, 1842
- Cycnoches farnsworthianum D.E.Benn. & Christenson, 2001
- Cycnoches glanduliferum Rolfe, 1892
- Cycnoches guttulatum Schltr., 1922
- Cycnoches haagii Barb.Rodr., 1882
- Cycnoches herrenhusanum Jenny & G.A.Romero, 1991
- Cycnoches jarae Dodson & D.E.Benn., 1989
- Cycnoches lehmannii Rchb.f., 1878
- Cycnoches loddigesii Lindl., 1832 typus
- Cycnoches lusiae G.A.Romero & Garay, 1999
- Cycnoches maculatum Lindl., 1840
- Cycnoches manoelae P.Castro & Campacci, 1993
- Cycnoches pachydactylon Schltr., 1922
- Cycnoches pentadactylon Lindl., 1843
- Cycnoches peruvianum Rolfe, 1891
- Cycnoches powellii Schltr., 1922
- Cycnoches quatuorcristis D.E.Benn., 1992
- Cycnoches rossianum Rolfe, 1891
- Cycnoches schmidtianum Christenson & G.F.Carr, 2001
- Cycnoches stelliferum Lodd., 1844
- Cycnoches stenodactylon Schltr., 1922
- Cycnoches suarezii Dodson, 1989
- Cycnoches thurstoniorum Dodson, 1989
- Cycnoches ventricosum Bateman, 1838
- Cycnoches warszewiczii Rchb.f., 1852

## Охрана исчезающих видов
Все виды рода Cycnoches входят в Приложение II Конвенции CITES. Цель Конвенции состоит в том, чтобы гарантировать, что международная торговля дикими животными и растениями не создаёт угрозы их выживанию.

## В культуре
В культуре относительно простые растения.
Температурная группа от теплой до умеренной в зависимости от экологии вида.
В период роста нуждаются в обильном поливе и регулярных подкормках. После цветения растение сбрасывает листья и отдыхает. В период покоя растения не поливают. Возобновляют полив постепенно и только с появлением новых побегов. Обильный полив в начале роста новых побегов может привести к возникновению бактериальных или грибковых заболеваний. 

Обычно цветоносы появляются в середине лета. У некоторых видов листва опадает уже во время цветения. После вызревания новой псевдобульбы рекомендуется немного сократить полив, для стимуляции цветения.
Относительная влажность воздуха от 60 % и выше, в зависимости от требований вида.
Субстрат влагоемкий, но хорошо воздухопроницаемый. Один из возможных вариантов: кусочки коры сосны (0,5-1 см), с добавками органики (биогумус, компостированный навоз или хорошо разложившийся листовой опад), в соотношении 3 части коры, на 1 часть органики. Некоторые специалисты рекомендуют использовать в качестве субстрата сфагнум, а недостаток минеральных веществ покрывать регулярными внесениями удобрений.
Пересадку желательно осуществлять 1 раз в год, в начале появления новых побегов. 
 В период вегетации рекомендуется использовать комплексное минеральное удобрение с повышенным содержанием азота. Перед началом цветения с преобладанием фосфора и калия.
По требованиям к свету представители рода цикнохес близки каттлеям. Растениям требуется около 2500—4000 FC, но многие виды способны адаптироваться как к более высокой (5000 FC), так и более низкой освещенности (1500 FC) .
Чтобы увеличить вероятность появления женских цветков, необходимо максимально яркое освещение. При содержании растений на прямом солнечном свете требуется интенсивная вентиляция, поскольку тонкие листья часто страдают от ожогов.

## Болезни и вредители
Цикнохесы чаще всего страдают от паутинного клеща и различных гнилей возникающих при несоблюдении температурного режима содержания. 